# Aethecerus fulvidens
Aethecerus fulvidens är en stekelart som först beskrevs av Berthoumieu 1903.  Aethecerus fulvidens ingår i släktet Aethecerus och familjen brokparasitsteklar. Inga underarter finns listade i Catalogue of Life.